# Laura Molenaar
Laura Molenaar   (26 de febrer de 2002) és una ciclista neerlandesa, amb arrels catalanes ja que visqué la seva infantesa a Olot i que actualment corre per a l'equip VolkerWessels Women Cyclingteam en categoria continental. El seu germà Alex Molenaar també és ciclista professional.
La seva victòria més destacada és la Volta a Polònia on gràcies a una escapada a la segona etapa va vèncer l'etapa i la general final de la prova.

## Palmarès en carretera
- 2024
  - 1a a la Volta a Polònia femenina i vencedora d'una etapa

### Resultats a les Grans Voltes

#### Tour de França
- 2025: 85a posició

#### Volta a Espanya
- 2024: 84a posició